# Mariana Prommel
Mariana Mosqueda Prommel (Buenos Aires, 30 de septiembre de 1968 - Claromecó, 12 de noviembre de 2021) fue una actriz y conductora argentina.

## Biografía
Prommel se crio desde joven en el barrio de Liniers, en la ciudad de Buenos Aires. De profesión maestra jardinera y una gran defensora de animales, se enfocó en la actuación y estudió teatro.
Desde los siete años hasta los catorce se perfeccionó en danza, piano, francés e historia del arte en la Escuela Nacional de Danzas. Tiempo después dejó sus estudios de psicología para estudiar teatro en Río Plateado, la escuela de teatro donde daba clases Hugo Midón. Después estudio teatro durante siete años con Agustín Alezzo.
En el teatro under se luciría con numerosos personajes que la llevarían a plasmarlos en la pantalla chica.
Su rostro característico era muy reconocido por interpretar papeles en su mayoría cómicos de numerosas series televisivas, las más recordadas son la de Carla en Naranja y media, la dulce Norita en Verano del 98 y  la desventurada Asistencia en Franco Buenaventura, el profe.
Luego de un tiempo y sofocada por la televisión decidió irse a vivir al sur del país, concretamente en la localidad de Carmen de Patagones (en el extremo sur de la provincia de Buenos Aires, frente a la ciudad de Viedma, capital de la provincia de Río Negro).
Luego, se instaló en el balneario Claromecó (en la provincia de Buenos Aires), donde se convirtió rápidamente en una de sus ciudadanas más conocidas.
Murió víctima de un cáncer de mandíbula a los 53 años.

## Trabajos

### Televisión
| Año       | Título                        | Rol / Personaje                       | Canal          |
| --------- | ----------------------------- | ------------------------------------- | -------------- |
| 1997      | Naranja y media               | Berta                                 | Telefe         |
| 1999-2000 | Verano del 98                 | Nora "Norita" Katz Levin              | Telefe         |
| 2001      | EnAmorArte                    | Roberta                               | Telefe         |
| 2002      | Franco Buenaventura, el profe | Alicia Villalba                       | Telefe         |
| 2003      | Sol negro                     | Mimí                                  | América TV     |
| 2004      | El disfraz                    | María                                 | Canal 13       |
| 2004      | La niñera                     | Sandra                                | Telefe         |
| 2004-2005 | Los Roldán                    | Dulcinea                              | Telefe/Canal 9 |
| 2006      | Gladiadores de Pompeya        | La Vero                               | Canal 9        |
| 2007      | El Capo                       | Mirta Yariff                          | Telefe         |
| 2008      | Para contarte mejor           | Conductora                            | Supercanal     |
| 2009      | Los exitosos Pell$            | Flora                                 | Telefe         |
| 2009-2010 | Consentidos                   | Rita                                  | Canal 13       |
| 2011      | Historias de la primera vez   | Analía (Ep: La primera vez de muchas) | América TV     |
| 2012      | Lobo                          | Ada                                   | Canal 13       |
| 2012      | La pelu                       |                                       | Telefe         |
| 2013      | Mi amor, mi amor              | Florinda Dalton                       | Telefe         |
| 2015      | El mal menor                  | Olga                                  | Canal 7        |
| 2015      | Conflictos modernos           | Amiga de Julia / Emilia Lombardi      | Canal 9        |
| 2016      | La peluquería de don Mateo    |                                       | Telefe         |
| 2016      | Vigilantes                    |                                       | TBS            |
| 2017      | El jardín de bronce           | Telma                                 | HBO            |

### Cine
| Año  | Título          | Personaje | Dirección       | Notas        |
| ---- | --------------- | --------- | --------------- | ------------ |
| 1997 | Kilómetro 22    | Leticia   | Paula Hernández | Cortometraje |
| 2002 | Herencia        | Ana       | Paula Hernández | Largometraje |
| 2019 | Te pido un taxi | Nievas    | Martín Armoya   | Largometraje |

### Clip musical
En 1994 participó en el video musical de Los Pericos llamado Parate y mirá, filmado en Estados Unidos.
En la misma época participó del clip Desfachatados de la banda argentina Babasónicos junto a la actriz Carla Peterson.

### Conducción
Tuvo su programa televisivo local en la ciudad de Viedma (provincia de Río Negro) llamado Para contarte mejor, que se emitió diariamente durante el 2007.
En Claromecó (provincia de Buenos Aires) cocondujo junto al locutor Billy Wilson un programa en Radio Comunidad.

### Teatro
Prommel tuvo una trayectoria de más de treinta años en teatro. Se inició desde muy joven en el Teatro Parakultural.
Junto con sus compañeros de estudio Claudia Fontán y Pablo Ribot hizo en 1991 la obra Desesperadamente... Armando, en la primera Bienal de Arte Joven, en Buenos Aires. Los premios y elogios que recibieron les permitió hacer temporadas en el Centro Cultural Ricardo Rojas, dependiente de la Universidad de Buenos Aires, y luego en el Paseo La Plaza.
A principios de los años 1990, compartía salas del Centro Cultural Ricardo Rojas con actores como Alejandro Urdapilleta y Humberto Tortonese.
Trabajó como guionista y protagonista en ¿Quién es Janet? junto a Claudia Fontán y Carla Peterson, obra premiada con el premio ACE al mejor espectáculo de humor.
Desde 2011 hasta 2013 escribió y actuó en su Serena y la cooperativa.
También se dedicó a dictar talleres de teatro en esas zonas sureñas.
En 2015 se sumó al elenco de La casa de Bernarda Alba (obra de Federico García Lorca), con la dirección de José María Muscari, junto a María Rosa Fugazot, Érika Wallner, Andrea Bonelli, entre otras.